# Четацуја (Вела)
Четацуја (рум. Cetățuia) насеље је у Румунији у округу Долж у општини Вела. Oпштина се налази на надморској висини од 193 m.

## Становништво
Према подацима из 2011. године у насељу је живело 2 становника.